# Tamia de Merriam
Neotamias merriami, Tamias merriami
Espèce
Statut de conservation UICN

 LC  : Préoccupation mineure
Le Tamia de Merriam(Neotamias merriami) est une espèce de mammifère rongeur de la famille des Sciuridae. Ce tamia du genre Neotamias se trouve dans une zone géographique à cheval entre le sud de la Californie et le nord du Mexique.

## Description
Sa fourrure est gris-brun, avec des rayures dorsales foncées et claires. Il a des rayures gris clair ou blanches autour des yeux et un ventre blanc. La queue est très touffue, mesurant souvent plus de 80 % de la longueur de la tête et du corps. Ils subissent une mue de la fourrure sur leur corps et leur queue.

## Répartition et habitat
Le Tamia de Merriam vit dans certaines parties du centre et du sud de la Californie aux États-Unis et de la Basse-Californie au Mexique, y compris le long du versant ouest des montagnes de la Sierra Nevada. Ils ont été observés à des altitudes allant jusqu'à 2 940 m, mais vivent le plus souvent à des altitudes inférieures à 1 200 m. Ils habitent principalement les forêts et les habitats de broussailles couverts de chaparral. Ils vivent dans des zones avec une variété d'arbres, d'arbustes, de bûches, de rochers et de litière végétale, qui sont des caractéristiques utilisées pour leur nourriture et leur abri.

## Régime alimentaire
Le tamia de Merriam a un régime principalement herbivore. Il cherche de la nourriture quotidiennement et transporte des graines ou des glands dans ses abajoues, souvent pour les cacher dans le sol. Les glands sont une partie majeure de son alimentation, en particulier ceux des chênes des vallées. D'autres sources de nourriture comprennent les graines, les noix et les baies d'une variété de plantes, ainsi que des insectes et des larves.

## Reproduction
Lors de l'accouplement, les femelles attirent les mâles par des appels d’une durée de dix à quinze minutes. Un mâle y répond en courant en sautant autour d'elle. Cette dernière s'accroupit ensuite, et le mâle effectue 12 à 24 poussées lors de la pénétration. L'ensemble du processus d'accouplement dure environ une quinzaine de secondes.